# …Och efter skymning kommer mörker
…Och efter skymning kommer mörker är en svensk spänningsfilm från 1947 i regi av Rune Hagberg, med Hagberg själv och Amy Aaröe i huvudrollerna. Den handlar om en nervös teknolog som hamnar i själslig kris när han upptäcker en ärftlig sinnessjukdom i sin släkthistoria. Filmen spelades in under tre år med en gammal stumfilmskamera och Hagbergs lägenhet som ateljé. När inspelningen var färdig väckte den intresse hos Lorens Marmstedt, som gick in och finansierade ljudläggningen.
Filmen släpptes på bio den 5 april 1947. Den fick övervägande positiv kritik, om än med reservationer gällande bland annat birollskådespelarnas insatser. Dess säregna tillkomst och uttryck väckte speciell nyfikenhet inom den svenska filmbranschen och bland filmfantaster.

## Medverkande
- Rune Hagberg som Rune Hagberg, teknolog
- Amy Aaröe som Amy, hans fästmö
- John Wilhelm Hagberg som kamrer, lärare/röst i spegeln
- Christer Topelius som Runes kamrat
- Rolf Maurin som man i trappan
- Kurt Hammarborg som lärare på skolan
- Sixten Palmér som läkare
- Arvid Aaröe som läkare